# Vladimir Harkonnen

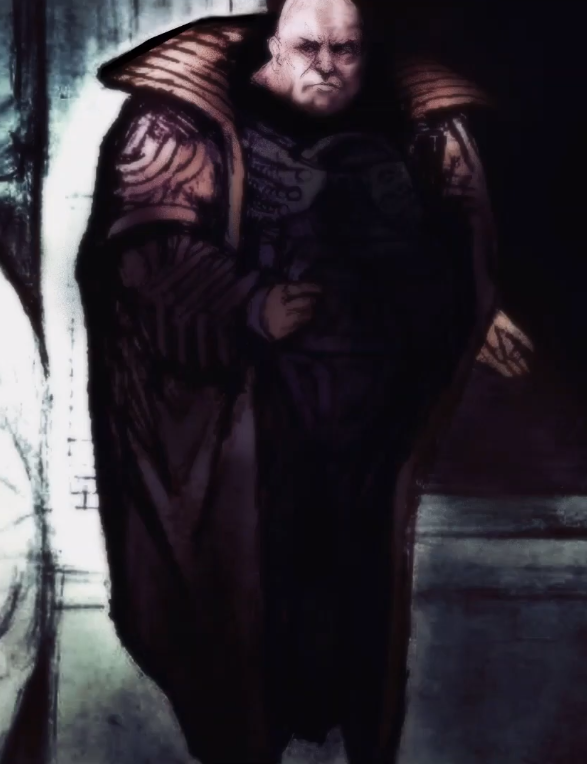
Fanart van Vladimir Harkonnen uit Duin.

Vladimir Harkonnen (ook bekend als baron Harkonnen) is een personage in het Duin-universum, gecreëerd door Frank Herbert. Zijn officiële titel was Siridar-baron.
Hij was de directe afstammeling van Bashar Abulurd (de Oudere) Harkonnen, die na de Slag bij Corrin de geschiedenis inging als lafaard. Hoewel hij eigenlijk homoseksueel was, dwong de Bene Gesserit hem een dochter te verwekken voor hun fokprogramma. Vladimir Harkonnen werd de biologische vader van vrouwe Jessica en daarmee grootvader van de Vrijmans-leider Paul Atreides (ofwel "Muad'Dib").
De baron voerde de opdracht uit door de eerbiedwaardige moeder Gaius Helen Mohiam op brute wijze te verkrachten. Ze besmette hem echter met een genetisch virus dat zijn atletische, gespierde lichaam vervormde tot groteske zwaarlijvigheid. Uiteindelijk kon hij zich alleen normaal bewegen met behulp van een jarretelgordel die gebruik maakte van krachtvelden om zijn lichaamsgewicht te verminderen. De baron stierf tijdens de opstand op Arrakis, vergiftigd door zijn kleindochter Alia met behulp van een Gom Jabbar.
In het derde deel beïnvloedt hij, als haar grootvader en dus onderdeel van haar uitgebreide herinneringen, de persoonlijkheid en het gedrag van Alia Atreides. Dus uiteindelijk pleegt ze zelfmoord en vernietigt ze hem ook.

## In bewerkingen
In de film Dune uit 1984 wordt het personage gespeeld door Kenneth McMillan en de films Dune uit 2021 en het vervolg uit 2024 door Stellan Skarsgård. In de miniseries Dune en Children of Dune werd het personage gespeeld door Ian McNeice.